# Luoppal
Luoppal är en sjö i Jokkmokks kommun i Lappland och ingår i Luleälvens huvudavrinningsområde. Sjön har en area på 0,356 kvadratkilometer och ligger 588 meter över havet. Luoppal ligger i Padjelanta Natura 2000-område. Sjön avvattnas av vattendraget Gieddejåhkå.
Luoppal ligger i Stáloluokta sommarviste tillhörande Tuorpons sameby. Samebyn sköter Staloluokta fjällstation som ligger längs Padjelantaleden och Nordkalottleden. Fjällstationen har en bastu vid Luoppal där man kan ta ett dopp i sjön.

## Delavrinningsområde
Luoppal ingår i det delavrinningsområde (746790-154022) som SMHI kallar för Mynnar i Virihaure. Medelhöjden är 744 meter över havet och ytan är 9,66 kvadratkilometer. Räknas de 11 avrinningsområdena uppströms in blir den ackumulerade arean 131,16 kvadratkilometer. Gieddejåhkå som avvattnar avrinningsområdet har biflödesordning 3, vilket innebär att vattnet flödar genom totalt 3 vattendrag (Vuojatädno, Stora Luleälv, Luleälven) innan det når havet efter 427 kilometer. Avrinningsområdet består mestadels av skog (13 procent), öppen mark (20 procent) och kalfjäll (63 procent). Avrinningsområdet har 0,4 kvadratkilometer vattenytor vilket ger det en sjöprocent på 4,1 procent.